# Irene di Spilimbergo
Irene di Spilimbergo (Spilimbergo, 17 ottobre 1538 – Venezia, 17 dicembre 1559) è stata una pittrice e poetessa italiana.

## Biografia
Irene era la secondogenita del Conte Adriano di Spilimbergo e della patrizia veneziana Giulia Da Ponte appartenente a una famiglia che aveva dato un doge: Nicolò Da Ponte. Di Irene di Spilimbergo forse oggi nulla sapremmo, se nel 1561, due anni dopo la sua morte, Dionigi Atanagi non avesse pubblicato una Vita di Irene da Spilimbergo. Era il melanconico racconto della breve esistenza di una fanciulla di nobili origini, colta e raffinata, morta a ventuno anni per una malattia improvvisa e misteriosa. Il libro conteneva anche una larga silloge poetica, scritta ad memoriamː 279 poesie erano in italiano e 102 in latino. Alcuni autori erano anonimi, altri invece erano note personalità, come Luigi Tansillo, Angelo Di Costanzo, Benedetto Varchi, Lodovico Dolce, Gian Francesco Alois, Bernardo Tasso, Torquato Tasso e Tiziano Vecellio.
Il conte Adriano di Spilimbergo, che conosceva il latino, l'ebraico e il greco, si occupò della educazione intellettuale delle sue figlie Irene e Emilia e intuì che Irene era davvero precoce e assimilava velocemente gli insegnamenti. A Spilimbergo ella apprese i primi rudimenti del disegno da una certa Campaspe, di cui non conosciamo che il nome. Viveva nel castello, affacciato sul Tagliamento, dalle cui finestre l'occhio può esplorare un panorama grandioso, fino alle Alpi Carniche. La regina di Polonia Bona Sforza, in visita nel Friuli, fu ospite dei Conti di Spilimbergo e donò due catene d'oro alla giovanissima Irene.

### A Venezia
Morto il padre quando la fanciulla aveva tre anni, la madre presto si risposò ed estromise le figlie dall'eredità paterna. Il nonno materno Zuan (Giovanni) Paolo Da Ponte, che viveva a Venezia nel cinquecentesco palazzo di famiglia, chiamò Irene a sé. Come era usanza nelle famiglie patrizie veneziane, le furono impartite lezioni di musica, di letteratura, di danza e di arti femminili, come il ricamo e il merletto.
Familiari di Zuan (Giovanni) Paolo Da Ponte erano Pietro Bembo, Tiziano e il Sansovino che dal 1527 si era trasferito a Venezia. Attratta dalle conversazioni dotte degli intellettuali che frequentavano palazzo da Ponte, ma più ancora dall'arte di Tiziano, Irene di Spilimbergo s'incantava di fronte al dipinto dell'Assunta, nella Chiesa dei Frari e chiese e ottenne di essere ammessa nella bottega del Maestro che le consigliò di prendere come riferimento Giovanni Bellini, per la dolcezza dei volti delle sue Madonne. La giovane allieva dipinse tre quadri, citati dal conte Fabio di Maniago: Noè entra nell'Arca, Diluvio Universale e Fuga in Egitto, tutti ispirati ai modi di Sofonisba Anguissola, ma di cui oggi non si conosce l'ubicazione.
Irene di Spilimbergo ha anche composto poesie e scritto brani in prosa, ma tutto il suo repertorio letterario è andato perduto. Stremata da un attacco di febbre violenta, con dolori atroci alla testa, dopo venti giorni di agonia si spense all'età di ventuno anni. Di lei resta un ritratto - opera probabile di Gian Paolo Pace, seguace di Tiziano, se non dello stesso Tiziano - che era in casa del conte Maniago e che fino al 1909 si trovava nella Villa Spilimbergo-Spanio di Domanins, quando fu venduto a Londra ad un collezionista insieme a un altro dipinto, attribuito allo stesso autore, che raffigurava la sorella di Irene, Emilia (entrambi sono esposti nella National Gallery of Art di Washington). La giovane Irene di Spilimbergo, nel suo ricco abito di broccato di seta, fermato alla vita da una catena d'oro e di gemme, tiene in mano la corona d'alloro dei poeti. Sullo sfondo si apre un paesaggio ameno, dove è accovacciato un candido unicorno, animale mitico, simbolo di purezza di rarità e di saggezza, che per l'immaginario cristiano poteva essere domato solo da una vergine. Secondo la testimonianza di Fabio Maniago, la cui Storia delle belle arti friulane è stata ristampata nel 1999, è opera di Irene di Spilimbergo un San Sebastiano, conservato nella chiesa parrocchiale dei SS. Mauro e Donato di Isola, in Istria.
Nella raccolta di Dionigi Atanagi furono compresi questi versi di Torquato Tasso:
dovea viva destar ne l'altrui menti
 
questa del Gran Motor gradita figlia!

Poi c'hor dipinta (o nobil meraviglia)

e di cure d'honor calde ed ardenti

e d'honesti desir par che ne invoglie.»
Il poeta Luigi Carrer ha inserito Irene da Spilimbergo tra le sette donne che hanno dato gloria e onore a Venezia.
La figura di Irene di Spilimbergo ha incantato artisti ottocenteschi, pittori e poeti. Giovanni Prati, davanti a un dipinto di Giovanni da Udine, conservato nel castello di Spilimbergo, ha scritto questi versi:
udia sull'aura reverenti i nomi
 
di Vecellio e di Irene, ambo immortali.»
Alcuni artisti le hanno dedicato il dipinto storico, ambientato a Venezia, intitolato "Tiziano Vecellio istruisce nella pittura Irene di Spilimbergo", tra cui Antonio Rotta, con cui ha partecipato all'Esposizione di Belle Arti, a Milano, e Jacopo D'Andrea.

### Un libretto d'opera
Nel 1907 Pietro Mascagni espresse il desiderio di musicare un libretto d'opera, sulla vita di Irene di Spilimbergo. La scrittrice viennese Tosa Will, nota con lo pseudonimo di Wilda, scrisse in tedesco questo libretto, distinto in un prologo e in due atti. Mascagni lo fece tradurre, ma poi il testo andò perduto.
A nome di Irene di Spilimbergo sono stati intitolati l'Istituto Magistrale di San Pietro al Natisone e la Scuola Mosaicisti del Friuli di Spilimbergo.